# 鼎湖山
23°10′N 112°31′E / 23.167°N 112.517°E

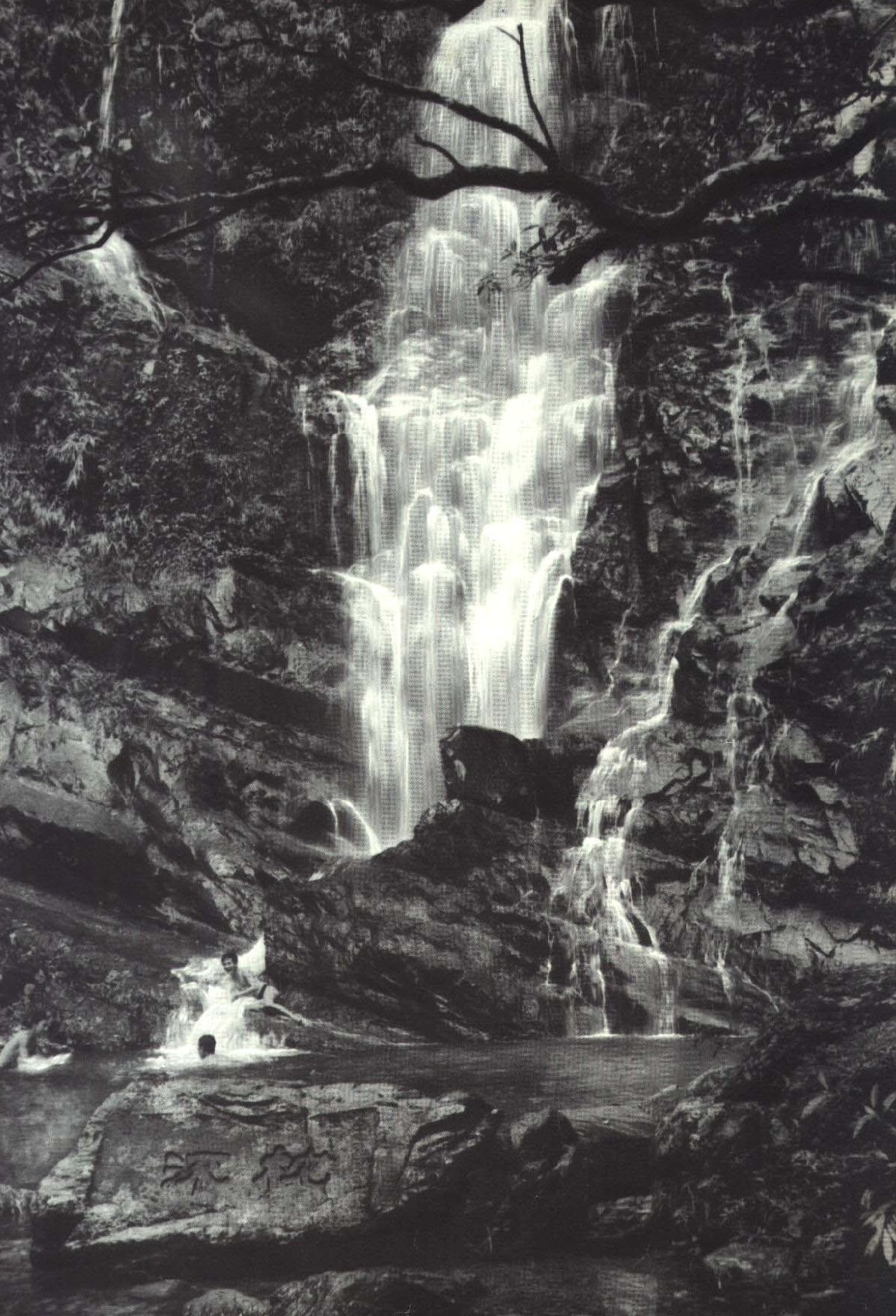
1964年 鼎湖山飞水潭瀑布

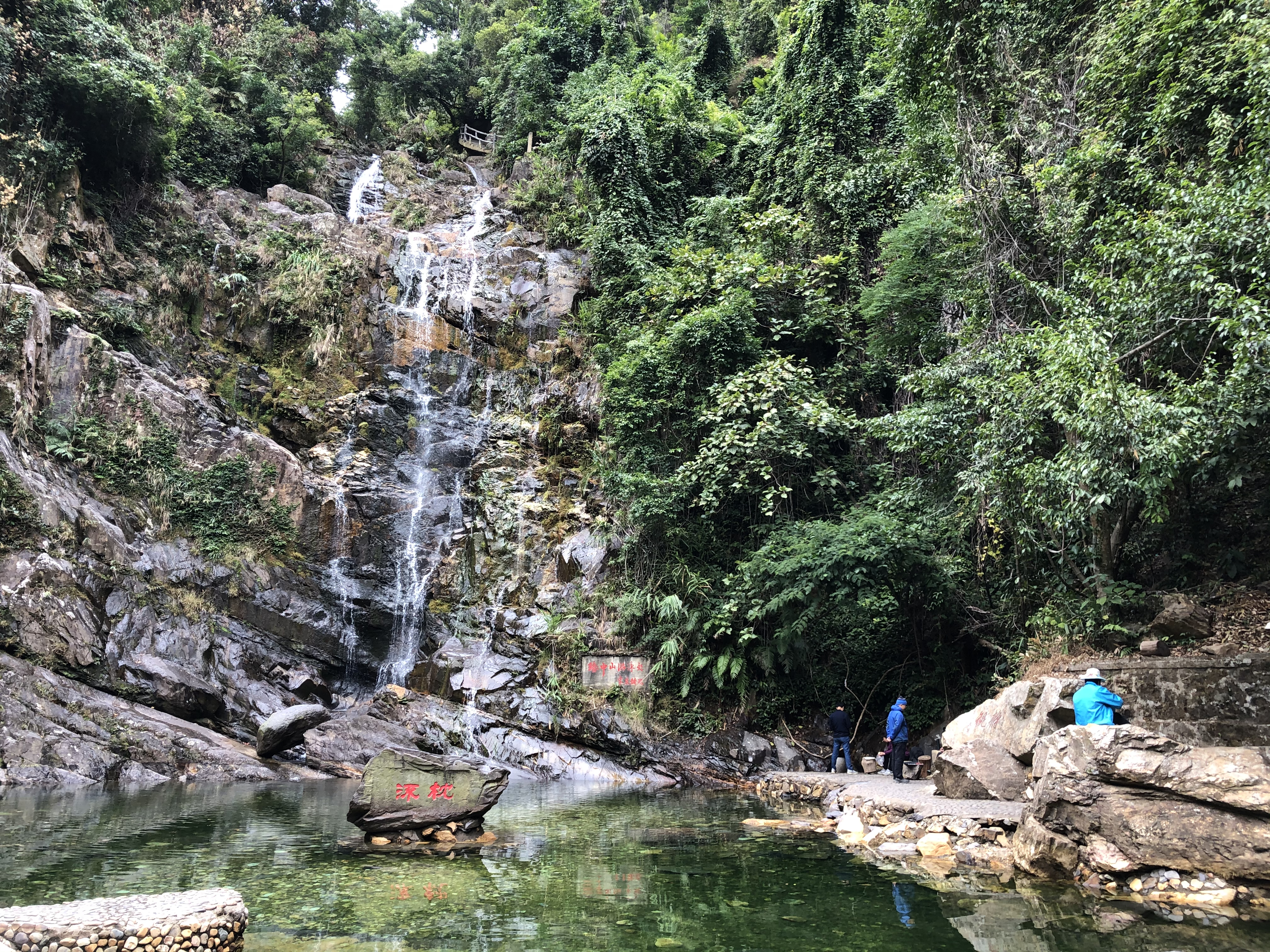
2020年 鼎湖山飞水潭

鼎湖山位于中华人民共和国广东省肇庆市鼎湖区，地处北回归线上，属南亚热带季风湿润型气候，面积1133公顷，山脉为西南至东北走向，西南高东北低，几乎全部为山地和丘陵，最高峰为“鸡笼山”，海拔1000.3米。从山麓到山顶，自下而上分布着沟谷雨林、常绿阔林、亚热带季风常绿阔叶林等多种森林类型。被誉为华南生物种类的“基因储存库”，“绿色宝库”和“活的自然博物馆”，又因北回归线穿过的地方大都是沙漠，而鼎湖山因其终年常绿，又被誉为“北回归线上的绿宝石”。
鼎湖山为岭南四大名山（鼎湖山、罗浮山、丹霞山、西樵山）之首。原名顶湖，得名于山顶有一个常盈的湖；有传说黄帝打败蚩尤，在此铸鼎，故称鼎湖。

## 科研

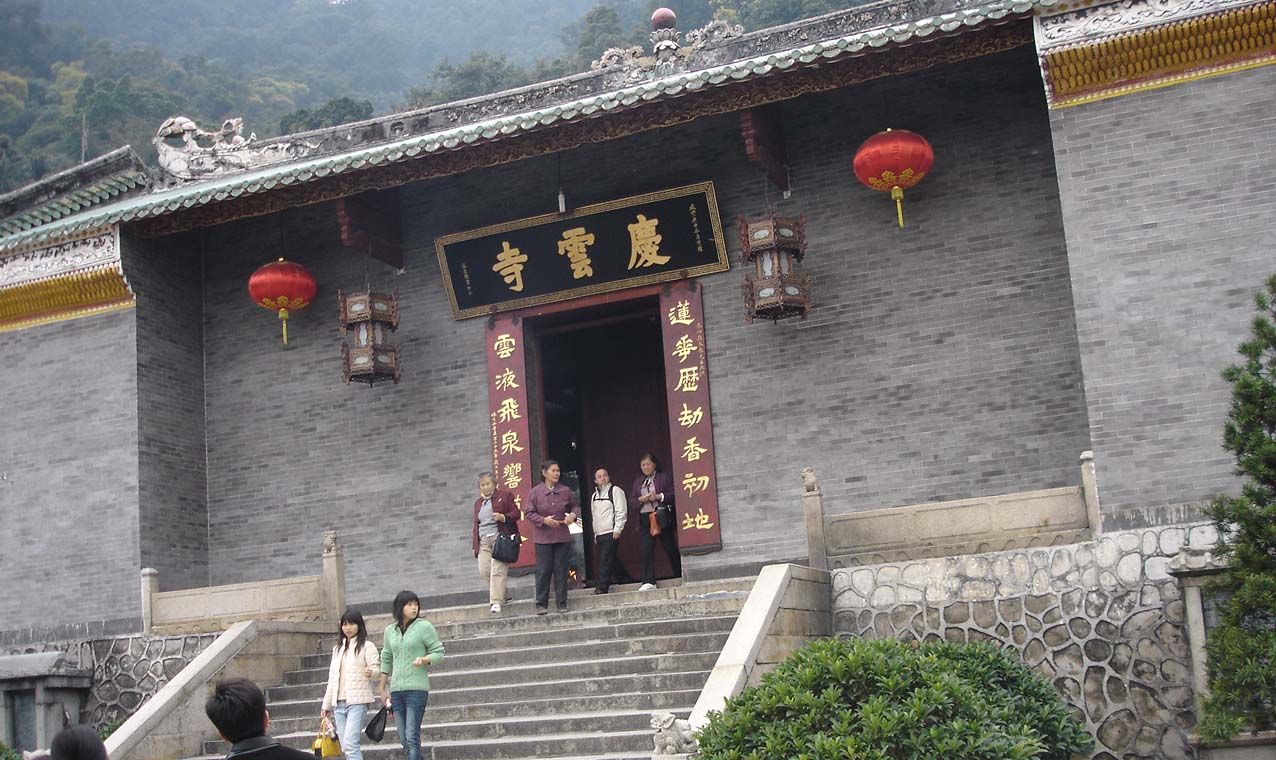
鼎湖山之庆云寺

- 1956年，成为中国第一个国家级自然保护区--中国科学院华南植物园鼎湖山自然保护区。
- 1979年，成为中国第一批加入联合国教科文组织“人与生物圈”计划的保护区，列为国际第17号生物圈保护区。[3]
- 1990年，纳入“中国生态系统研究网络”。

## 植被
鼎湖山森林覆盖率达78.8%，主要植被有自然植被、半自然植被、人工植被三大类型。
自然植被有：
- 海拔30-400米：季风常绿阔叶林；
- 海拔500-800米：山地常绿阔叶林；
- 海拔500-900米：山地灌木草丛；
- 海拔30-250米：沟谷雨林；
- 海拔30米以下：河岸林。

半自然植被有：
- 海拔100-450米：次生季风常绿阔叶林和针阔叶混交林；
- 海拔300米以下：丘陵的针叶林；
- 海拔500-600米：山坡上的常绿灌丛；

人工植被有：
- 大叶桉林、
- 竹林
- 广东油茶林。

保护区内分布有常绿阔叶林等6种植被类型，其中常绿阔叶林占全区总面积的31.26％，针叶、阔叶混交林占48.16％，热性常绿针叶（马尾松）林占1.89％，山地常绿灌丛占12.49％，山地常绿草丛占3.02％，人工植被占1.32％。全区以自然植被为主，在自然植被中，又以针阔叶混交林为主。

## 旅游

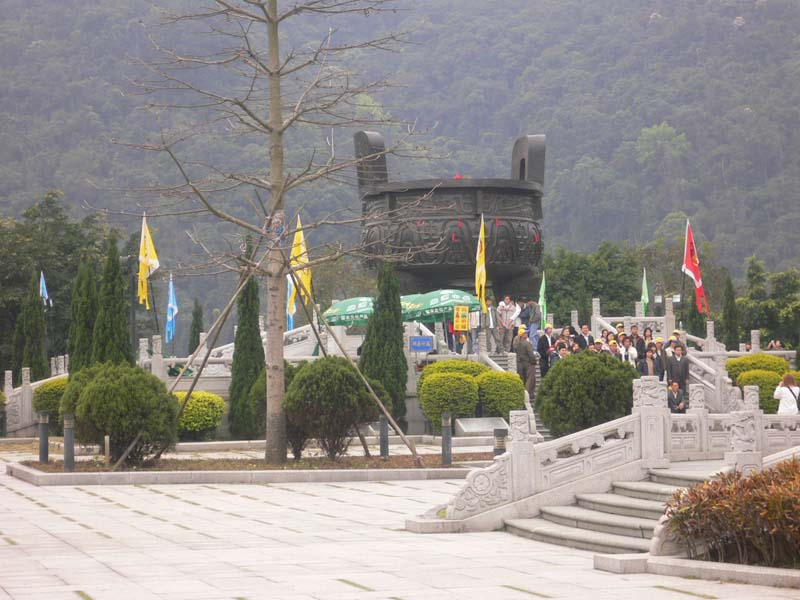
鼎湖山之鼎园

鼎湖山一直是著名的佛教圣地和旅游胜地。山上有岭南四大名刹之一的庆云寺，还有白云寺、跃龙庵等。鼎湖山林木茂密，瀑布众多，是一个避暑胜地。人称鼎湖集六大名山之特色，有王屋之奇，青城之秀，武夷之清，西樵之逸，丹霞之媚，委羽之幽。
鼎湖山分为三大景区：天溪--庆云景区；鼎湖--天湖景区；云溪--老鼎景区，景区内可乘坐电瓶车观光。
1982年，鼎湖山与七星岩组成的肇庆星湖旅游景区，成为国家首批44个国家重点风景名胜区之一；2020年，成为国家5A级旅游景区。

## 全景图

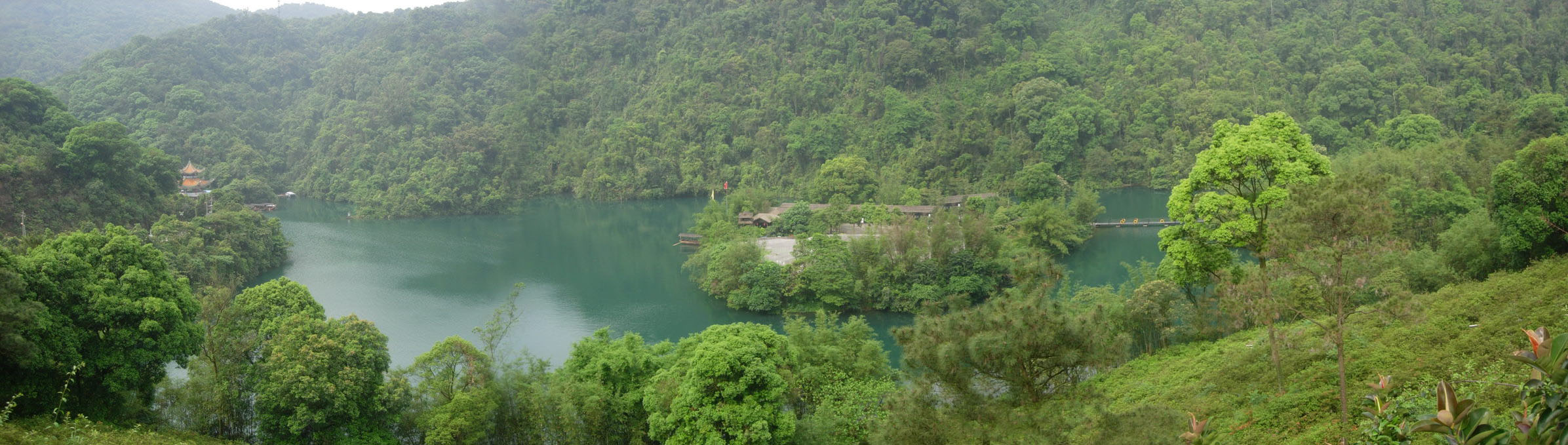
三面环山形状像一个鼎的鼎湖全景图